# ロンドン・ウェルシュRFC
ロンドン・ウェルシュ・ラグビーフットボールクラブ（英: London Welsh Rugby Football Club、ウェールズ語: Clwb Rygbi Cymry Llundain）は、2016年まで活動していたイングランドのラグビーユニオンクラブである。

## 概要
1885年創設。ロンドン・リッチモンドのオールド・ディア・パークを拠点としていた。
ロンドン・ウェルシュRFCは2012-13シーズンと2014-15シーズンにはイングランドラグビーユニオンの最上位ディビジョンであるプレミアシップでプレーした。2015年にオールド・ディア・パークに戻るまで3年間カサム・スタジアム（オックスフォード）でプレーした。
クラブは2016年12月に清算手続きに入り、RFUチャンピオンシップ（2部）での2試合をプレーするために一時的なライセンスを与えられた。2017年1月24日、ロンドン・ウェルシュがRFUチャンピオンシップから除外されることと、シーズンの結果が抹消されることが発表された。RFUは、リーグでのクラブの立場は「維持できない」と述べた。消滅したクラブの名残は元のアマチュア体制へと融合された。このアマチュアクラブはイングランドラグビーの9部に降格してプレーを続けた。

## 提携チーム
プロ時代、ロンドン・ウェルシュのトップチームは完全なプロであり、アマチュアチームのドルイズ（Druids）とオクシーズ（Occies）で補完されていた。
ロンドン・ウェルシュは最も長く続く女子チームの1つであるLWWRFCを有している。LWWRFCは2015-16シーズンにクラブでの女子ラグビー30周年を祝った。

## 歴史

### 初期
ロンドン・ウェルシュはロンドンのウェールズ人コミュニティによるコミュニティのためのクラブとして1885年に設立された。ウェールズ語での名称は「Clwb Rygbi Cymry Llundain（クルブ・ラグビ・カムリ・スリンダイン）」。
長年にわたってクラブはウェールズ代表に177人、ブリティッシュ・アンド・アイリッシュ・ライオンズに43人の選手を送り出してきた。
2006年12月、ロンドン・ ウェルシュはイングランドのリーグを離脱して、ケルティックリーグの5つ目のウェールズチームとなる野望を明らかにした。クラブは後にこの報告を撤回したようである。

### 2009-12：チャンピオンシップ時代
2009年6月、クラブはプロ転向の直後に破産申請した。クラブは2009年6月にNeil Hollinsheadが所有するSaudex Globalによって管財人から購入され、勝ち点が5点剥奪されたもののチャンピオンシップに参加し続けることができた。2011年3月のBBCの報道によれば、裁判所文書は、Hollinsheadが「ロンドン・ウェルシュの支配を続けるために偽造書類と偽の銀行口座情報を提出し、ロンドン・ウェルシュの所有権が彼へ確実に移転されるため繰り返し嘘を付いてきたといわれている」。ロンドン・ ウェルシュの元株主らは、クラブの株をHollinsheadに売却することを決めた2009年の合意を破棄し、2010年1月に再びクラブの支配権を得た。

### 2012-15：プレミアシップ時代とオックスフォードへの移転
イングランドプレミアシップへの昇格を確定させた後、オックスフォードにあるカサム・スタジアムで試合を行うというクラブの計画がRFUによって不適切であると判断された。そのため、クリスタル・パレスとセルハースト・パークを共用する計画も持ち上がった。しかしながら、RFUの法的措置に対するクラブの上訴について、上訴委員会がこの基準がEUと英国の競争法に違反していると裁定し、クラブの訴えは2012年1月28日に支持された。プレミアシップからの降格に直面していたニューキャッスル・ファルコンズがこの裁定に対して上訴しないと発表し、ロンドン・ウェルシュの昇格が最終的に確定した。カサム・スタジアムへの移転は2012-13シーズンに行われることが確認された。
2013年4月14日、ロンドン・ ウェルシュはチャンピオンシップに降格した。
2014年1月4日、クラブは再びプレミアシップへの昇格を勝ち取った。しかし、クラブは困難なシーズンを過ごし、再び1シーズンでチャンピオンシップへ降格した。

### 2015-現在：リッチモンドへの帰還と破産
クラブは2014-15シーズンの終わりにオックスフォードを離れ、オールド・ディア・パークに戻った。
歳入関税庁（HMRC）は、クラブの未決の債務のためクラブを清算するよう2016年9月に高等法院へ請願した。債務は支払われ、請願は高等法院によって棄却された。HMRCは2016年9月に2回目の清算請願を行い、破産裁判は債務の借り換えを手配うぃするために2週間の猶予を与えた。債務を支払うことが出来なかった後、クラブは2016年12月23日に任意清算手続きに入った。クラブはこの時点でRFUのメンバーではなくなり、清算人はロンドン・ウェルシュはリーグの試合を遂行できないだろうと述べた。2016年12月21日に、別の団体「Rugby 1885 Limited」が作られた。クラブは勝ち点を20剥奪され、順位は5位から12位に下落ちあ。Rugby 1885 Limitedは将来的なチャンピオンシップでの立場について決定が下されるまでロンドン・ウェルシュの2試合を完了するための一時的なライセンスが与えられた。2017年1月17日に暫定ライセンスが失効し、RFU理事会は新団体がRFUの基準を満たすことができるかを示せるように期限を延ばした。2017年1月24日、ロンドン・ウェルシュがチャンピオンシップから除外され、シーズンの結果が抹消されることがRFUによって発表された。RFUは、クラブのリーグでの立場は「維持できない」と述べた。
2017年、ロンドン・ウェルシュは新たなクラブを再建しないことを決断したが、アマチュア体制に集中することに決めた。ファーストXVはロンドン・ウェルシュの名称でハーツ/ミドルセックス1ディビジョン（イングランド9部）でプレーし、その他3つのチーム、ロンドン・ウェルシュ・ドラゴンズ、ロンドン・ウェルシュ・オクシーズ、ロンドン・ウェルシュ・エグザイルズはさらに下位ディビジョンでプレーすることとなった。

## タイトル
- ミドルセックスセブンズ
  - 優勝 8回（1930, 1931, 1956, 1968, 1971, 1972, 1973, 1984）
- ホイクセブンズ
  - 優勝 1回（1969[12]）
- John Playerカップ
  - 準優勝 1回（1985）
- カーリッジ・リーグ・ディビジョン5サウス
  - 優勝 1回（1994-95[13]）
- RFUチャンピオンシップ
  - 優勝 2回（2011-12, 2013-14）
- ブリティッシュ・アンド・アイリッシュ・カップ
  - 優勝 1回（2015-16）
- ハーツ&ミドルセックス1（9部）
  - 優勝 1回（2017-18）
- ロンドン3NW（8部）
  - 優勝 1回（2018-19）

## ロンドン・ウェルシュ・フットボールクラブ
クラブは1890年にロンドン・ウェルシュFCと呼ばれるサッカーチームを設立した。ロンドン・ウェルシュFCは今日まで独立して続いており、チジックで活動している。